# Diecéze Massa Marittima-Piombino
Diecéze Massa Marittima-Piombino (latinsky Dioecesis Massana-Plumbinensis) je římskokatolická diecéze v italské oblasti Toskánsko, která tvoří součást Církevní oblasti Toskánsko. Je sufragánní vůči arcidiecézi Siena-Colle di Val d'Elsa-Montalcino.

## Stručná historie
Diecéze v Massa Marittima je dědičkou staré diecéze Populonia, která je doložena již v 5. stiletí, ale jejíž sídlo bylo v 11. stol. přeneseno do Massy. Od roku 1459 byla diecéze podřízena sienské metropoli.  Od roku 1978 nese diecéze aktuální jméno. 